# DKW F93
La DKW F93 è un'autovettura di fascia media prodotta dal 1955 al 1959 dalla Casa automobilistica tedesca Auto Union con il marchio DKW. Con la sigla F94 si intendono le due varianti a passo allungato di 10 cm.

## Storia e profilo

### Debutto
La F93 fu presentata per la prima volta a Düsseldorf il 20 e il 21 settembre 1955 in occasione di un convegno fra i concessionari DKW tedeschi, tenutosi proprio presso lo stabilimento dove da pochissimo era stata avviata la produzione del nuovo modello destinato a succedere alla F91. Di quest'ultima rimase a listino per un paio di anni solo la versione Universal. Il convegno DKW avvenne proprio alla vigilia dell'apertura del Salone di Francoforte di quell'anno e nella cornice della kermesse tedesca furono svelate al pubblico tutte le varianti della nuova gamma, ossia berlina a 2 porte (disponibile nei due allestimenti Normal e Spezial), berlina a 4 porte, coupé e cabriolet a 2 e a 4 posti. In ogni caso, le portiere furono tutte incernierate posteriormente.
La sigla del modello fu quindi quella di F93, ma la denominazione commerciale incluse per la prima volta anche la sigla 3=6, un ossimoro matematico già utilizzato per descrivere il prototipo F9 d'anteguerra, e che stava a sottolineare come il motore a due tempi utilizzato per la nuova vettura potesse contare su una fase attiva per ogni giro dell'albero motore a dispetto di un motore a quattro tempi che invece è caratterizzato da una fase attiva ogni due giri. Il fatto che fosse un tricilindrico faceva in modo che il numero di fasi attive di questo motore era pari al numero di fasi attive in un 6 cilindri a quattro tempi. Un espediente commerciale simile fu utilizzato anche nelle DKW d'anteguerra con motore V4, ma in questo caso l'ossimoro matematico prese ovviamente la forma di 4=8.

#### Caratteristiche
Esteticamente, la F93 si presentava all'apparenza come un aggiornamento della precedente F91, rispetto alla quale furono ridisegnati alcuni elementi, come la calandra, in cui le feritoie orizzontali furono racchiuse all'interno di una cornice ovale. Sopra di essa campeggiava il doppio logo DKW-Auto Union. Vale la pena ricordare che la F93 e la sua versione lunga, la F94 sarebbero state le ultime autovetture a fregiarsi del logo DKW. I modelli successivi avrebbero recato solo il logo Auto-Union. In realtà, il corpo vettura della F93 fu allargato di 10 cm proprio nella zona dei due assi. Questo incremento fu il motivo per cui la F93 divenne colloquialmente nota anche come Großer DKW e fu conseguenza naturale dalla decisione di allargare di 10 cm la misura delle due carreggiate, allo scopo di migliorare la tenuta di strada. Questo aggiornamento tecnico è stato reso possibile utilizzando nuove balestre più larghe, mentre nuovi aggiornamenti al telaio (sempre a longheroni e traverse in acciaio) contribuirono ad incrementarne la rigidezza torsionale. In generale, comunque, la geometria delle sospensioni continuò a seguire gli stessi schemi della F91, vale a dire con ruote indipendenti all'aventreno e con assale rigido oscillante al retrotreno. Invariato anche l'impianto frenante, che continuò a far affidamento su quattro tamburi. Per quanto riguarda il cambio, nella versione di base fu montato un manuale a 3 marce, mentre in quelle di nelle altre versioni era a 4 marce, ma in entrambi i casi con dispositivo di ruota libera incorporato. Nelle linee generali, anche il motore tricilindrico a due tempi da 900 cm³ non subì aggiornamenti strutturali, ma fu comunque sottoposto a rivisitazioni che ebbero come effetto quello di far lievitare la potenza massima da 34 a 38 CV.

#### Allestimenti
A seconda delle varianti di carrozzeria, anche gli allestimenti subirono variazioni. E quindi ecco che la berlina Normal a 2 porte (cioè la versione base) era priva di decorazioni cromate, di braccioli e di bloccasterzo, ed aveva i finestrini laterali posteriori fissi, i cerchi in acciaio con copriruota in alluminio.
Salendo di un gradino nella gamma della F93, la berlina Spezial a 2 porte era già equipaggiata con un cambio a 4 marce e la sua dotazione comprendeva i rivestimenti in tessuto bicolore ed alcune decorazioni cromate sulla carrozzeria. 

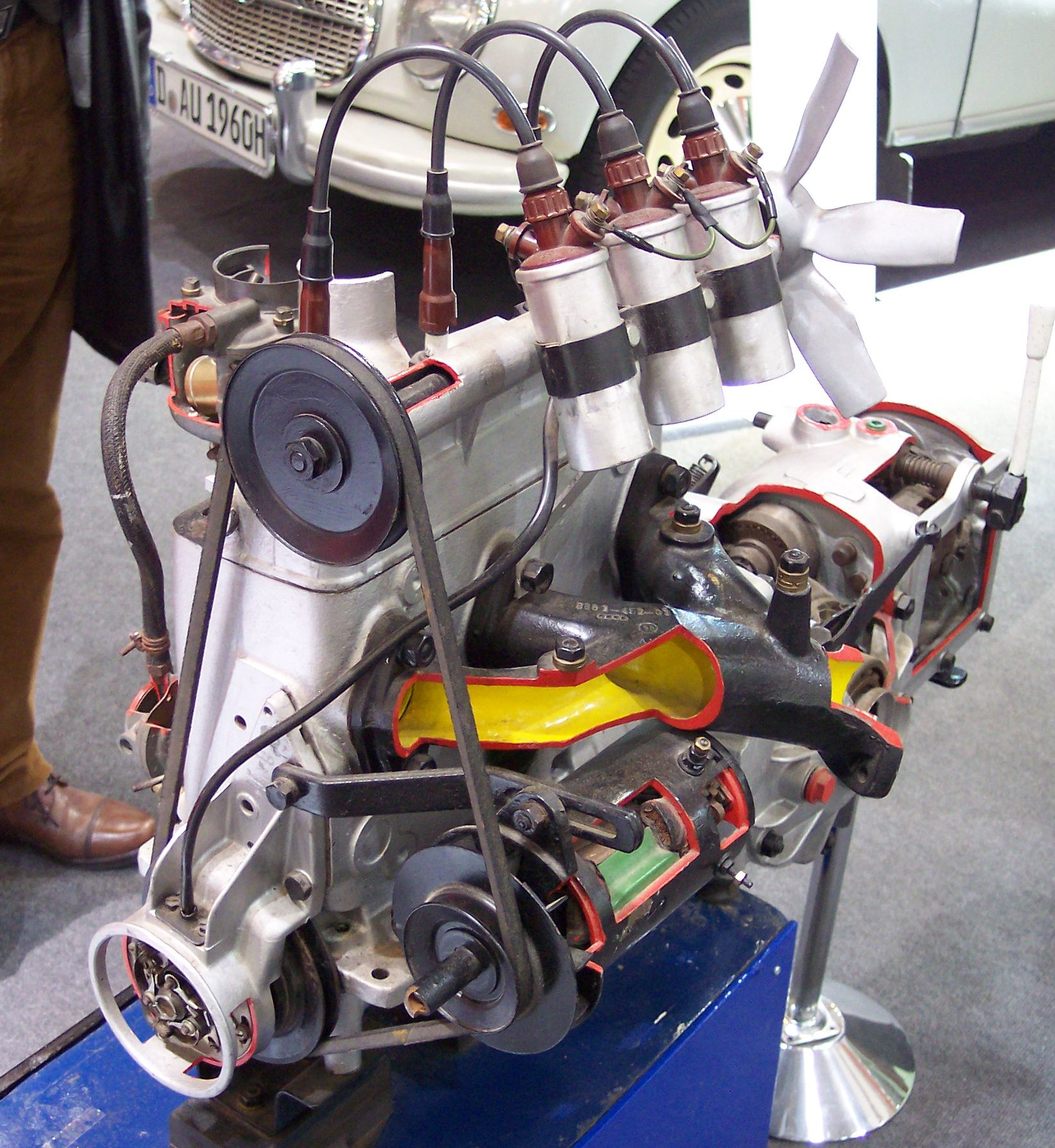
Il tricilindrico della F93

Subito sopra alla Spezial fu posizionata la berlina a 4 porte, una delle più significative novità introdotte con il lancio della F93. Vale la pena sottolineare innanzitutto come questa versione fosse stata realizzata a partire da un telaio a passo allungato di 10 centimetri rispetto alle berline a 2 porte. Tale soluzione fu attuata allo scopo di disporre di maggior spazio per il montaggio delle due portiere posteriori. Sia le portiere anteriori che quelle posteriori furono tutte incernierate sul montante centrale. Essa fu caratterizzata dalla presenza dei finestrini posteriori discendenti, ma solo fino ad un massimo di 15 centimetri. Erano inoltre presenti dei deflettori sia presso i finestrini anteriori che presso quelli posteriori, nonché una panca anteriore anziché due sedili singoli. In ogni caso, comunque, la vettura rimase omologata per cinque persone. La berlina a 4 posti fu anche l'unica versione della gamma a non portare la sigla F93, bensì F94.
La versione coupé fu prevista anche con verniciatura bicolore, finestrini posteriori discendenti, rivestimenti in pelle sintetica bicolore, vano portaoggetti con sportello, orologio, bracciolo, copricerchi cromati e pneumatici con fascia bianca. Rispetto alla berlina a 2 porte si differenziava esteticamente per l'assenza del montante centrale.
A Francoforte, in occasione della presentazione della F93, furono presentate come già detto anche le versioni cabriolet a 2 e a 4 posti. La versione a 2 posti, in realtà, non avrebbe cominciato ad essere prodotta che a partire dal febbraio del 1956 e comunque non nello stabilimento Auto Union di Düsseldorf, bensì presso la carrozzeria Karmann di Osnabrück, che produsse anche la cabriolet a 4 posti, quest'ultima in listino già dal lancio. In ogni caso, entrambe le varianti di cabriolet, possedevano la stessa dotazione della coupé, più i sedili anteriori reclinabili.

### Evoluzione

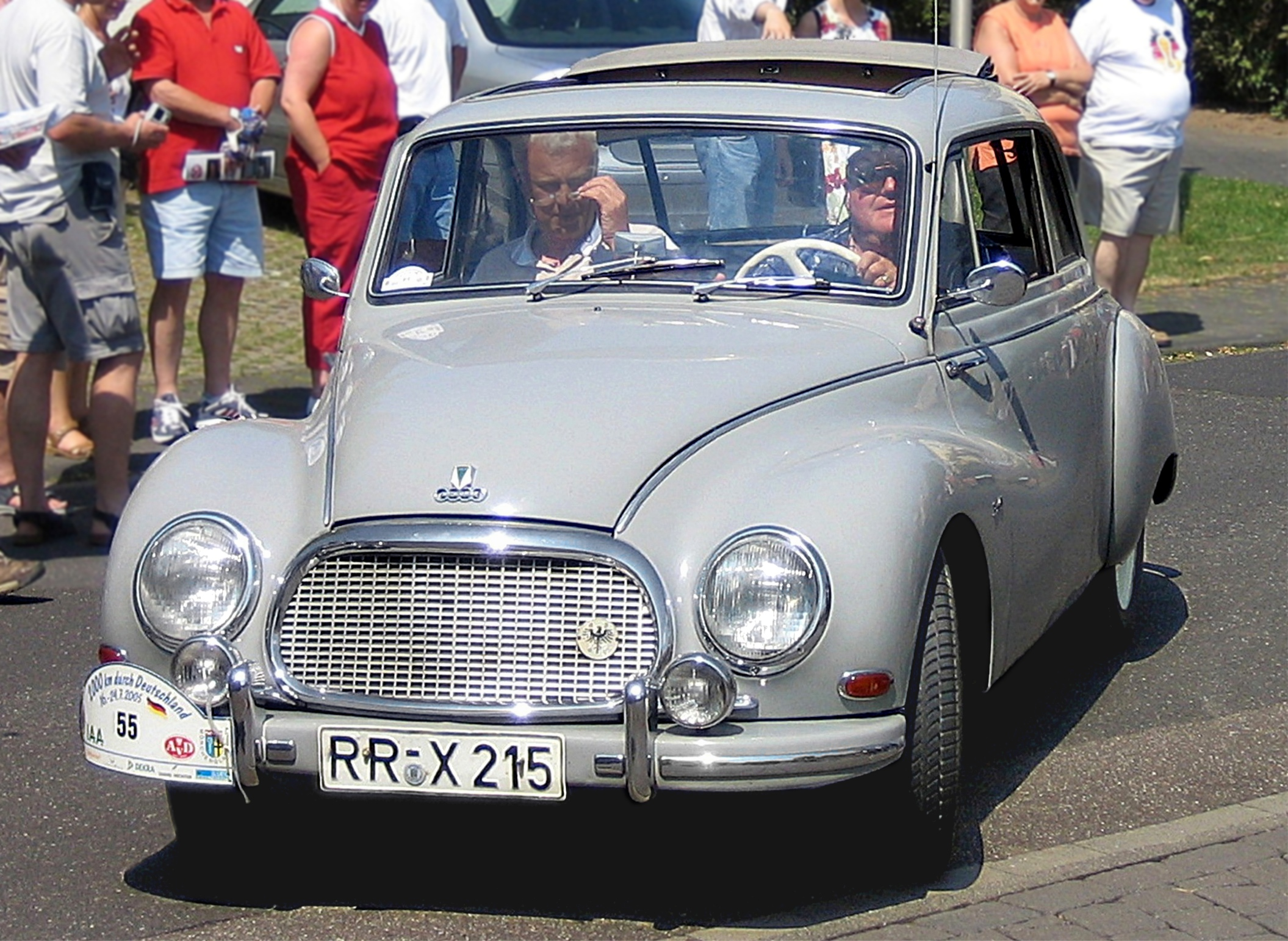
Il frontale della F93 dopo il restyling dell'ottobre 1956

Il primo aggiornamento nella gamma della F93/F94 si ebbe appunto a febbraio quando entrò in listino la già annunciata cabriolet a 2 posti. Il 1º ottobre dello stesso anno, invece, si ebbe un aggiornamento che in generale si può definire lieve, ma che di fatto interessò sia l'estetica che la meccanica dei modelli della gamma: la calandra rinunciò ai listelli orizzontali in favore di una griglia a nido d'ape che rese i modelli prodotti da quel momento in poi riconoscibili rispetto alle prime F93/F94. Dal punto di vista tecnico, il motore salì leggermente come prestazioni portandosi a 40 CV di potenza massima. Per quanto riguarda la gamma, vi fu invece la scomparsa prematura delle due versioni cabriolet, mentre rimasero invece regolarmente a listino le altre varianti di carrozzeria.
A partire dal gennaio 1957, fu possibile ordinare una F93 dotata di frizione automatica, una primizia nell'intero panorama automobilistico tedesco. Tale nuovo dispositivo, che permetteva una guida più comoda, fu prodotto dalla Fichtel&Sachs. Ulteriori migliorie furono apportate all'impianto di riscaldamento. Il mese successivo, la gamma tornò ad ampliarsi con l'arrivo della F94 Universal, ossia la versione giardinetta destinata a sostituire la corrispondente Universal su base F91. Tuttavia, tra il mese di febbraio ed il mese di giugno di quell'anno, le due Universal convissero assieme nel listino tedesco. A partire da luglio, l'unica giardinetta disponibile rimase invece proprio la F94. Anch'essa, come la F94 berlina a 4 porte, fu realizzata su un telaio a passo maggiorato di 10 cm, ma fu proposta a sole due porte più portellone. Per accedere al divanetto posteriore si poteva contare solo sui sedili anteriori ribaltabili. L'aerazione dell'abitacolo anche nella zona posteriore fu comunque garantita dalla presenza di finestrini laterali posteriori scorrevoli. Una delle caratteristiche di questa giardinetta fu il fatto che lo schienale posteriore era ad abbattimento frazionabile, un po' come nelle station wagon prodotte molti decenni dopo. Per ottenere un vano di carico dalla forma il più possibile regolare, il serbatoio ed il vano per la ruota di scorta furono spostati sotto il piano di carico. La portata massima di una F94 Universal fu di 450 kg. Durante il primo anno di commercializzazione, la Universal fu proposta unicamente con carrozzeria monocolore.
Nel settembre del 1957, la berlina Normal fu tolta dai listini: da quel momento in poi la gamma F93/F94 dispose unicamente di cambi a 4 marce, o al più della trasmissione a frizione automatica. Contemporaneamente a ciò, le versioni con carrozzeria a due porte furono oggetto di nuovi aggiornamenti: le portiere furono incernierate anteriormente e ricevettero nuove maniglie porta con pulsante. Gli inserti cromati divennero più visibili e pronunciati, mentre all'interno vi fu l'arrivo di nuovi sedili con maggiori possibilità di regolazione. Per quanto riguarda la meccanica, vi fu l'arrivo di un nuovo impianto di scarico più silenzioso e migliorie alle sospensioni.
Alla fine del 1957 fu lanciata la nuova Auto Union 1000, destinata in seguito a sostituire la F93, anche se durante il primo anno e mezzo di carriera, quest'ultima condivise il listino con la gamma F93/F94. Per questa ragione, nel marzo del 1958, la F93 e la F94 furono commercializzate come DKW 3=6 900. Nello stesso periodo, la Universal fu proposta con carrozzeria bicolore. Nel febbraio del 1959 fu tolta dai listini la berlina a 4 porte, mentre il 16 luglio dello stesso anno l'ultimo esemplare della gamma F93/F94 uscì dalle linee di montaggio dello stabilimento di Düsseldorf.
Sulla base della F93 fu realizzata anche una berlinetta sportiva che fu commercializzata in poco più di duecento esemplari con il nome di DKW 3=6 Monza.

### Tabella riepilogativa
| Modello                            | DKW F93 | DKW F93 | DKW F93 | DKW F93 | DKW F93 | DKW F94 | DKW F94 Universal                                                                                                  |
| ---------------------------------- | --- | --- | --- | --- | --- | --- | --- |
| Varianti di carrozzeria            | Berlina Normal 2 porte                                                                                             | Berlina Spezial 2 porte                                                                                            | Coupé | Cabriolet 2 porte                                                                                                  | Cabriolet 4 porte                                                                                                  | Berlina 4 porte | Giardinetta |
| Anni di produzione                 | 09/1955-09/1957 | 09/1955-07/1959 | 09/1955-07/1959 | 02/1956-09/1956 | 09/1955-09/1956 | 09/1955-02/1959 | 02/1957-07/1959 |
| Esemplari prodotti                 | 6.682 | 109.872 | 109.872 | 205 | 103 | 20.442 | 18.640 |
| Motore                             | A due tempi | A due tempi | A due tempi | A due tempi | A due tempi | A due tempi | A due tempi |
| Posizione                          | Anteriore longitudinale a sbalzo                                                                                   | Anteriore longitudinale a sbalzo                                                                                   | Anteriore longitudinale a sbalzo                                                                                   | Anteriore longitudinale a sbalzo                                                                                   | Anteriore longitudinale a sbalzo                                                                                   | Anteriore longitudinale a sbalzo                                                                                   | Anteriore longitudinale a sbalzo                                                                                   |
| Numero e disposizione dei cilindri | Tre cilindri in linea                                                                                              | Tre cilindri in linea                                                                                              | Tre cilindri in linea                                                                                              | Tre cilindri in linea                                                                                              | Tre cilindri in linea                                                                                              | Tre cilindri in linea                                                                                              | Tre cilindri in linea                                                                                              |
| Alesaggio e corsa (mm)             | 71 x 76 | 71 x 76 | 71 x 76 | 71 x 76 | 71 x 76 | 71 x 76 | 71 x 76 |
| Cilindrata (cm³)                   | 900 | 900 | 900 | 900 | 900 | 900 | 900 |
| Alimentazione                      | Carburatore Solex 40ICB                                                                                            | Carburatore Solex 40ICB                                                                                            | Carburatore Solex 40ICB                                                                                            | Carburatore Solex 40ICB                                                                                            | Carburatore Solex 40ICB                                                                                            | Carburatore Solex 40ICB                                                                                            | Carburatore Solex 40ICB                                                                                            |
| Rapporto di compressione           | 7:1 | 7:1 | 7:1 | 7:1 | 7:1 | 7:1 | 7:1 |
| Potenza massima (CV/rpm)           | 38/4200 (40/4250 dal 09/1956)                                                                                      | 38/4200 (40/4250 dal 09/1956)                                                                                      | 38/4200 (40/4250 dal 09/1956)                                                                                      | 38/4200 | 38/4200 | 38/4200 (40/4250 dal 09/1956)                                                                                      | 40/4250 |
| Coppia massima (Nm/rpm)            | 76.5/2750 | 76.5/2750 | 76.5/2750 | 76.5/2750 | 76.5/2750 | 76.5/2750 | 76.5/2750 |
| Trazione                           | Anteriore | Anteriore | Anteriore | Anteriore | Anteriore | Anteriore | Anteriore |
| Cambio                             | Manuale a 3 marce sincronizzato                                                                                    | Manuale a 4 marce con prima non sincronizzata                                                                      | Manuale a 4 marce con prima non sincronizzata                                                                      | Manuale a 4 marce con prima non sincronizzata                                                                      | Manuale a 4 marce con prima non sincronizzata                                                                      | Manuale a 4 marce con prima non sincronizzata                                                                      | Manuale a 4 marce con prima non sincronizzata                                                                      |
| Frizione                           | Monodisco a secco                                                                                                  | Monodisco a secco                                                                                                  | Monodisco a secco                                                                                                  | Monodisco a secco                                                                                                  | Monodisco a secco                                                                                                  | Monodisco a secco                                                                                                  | Monodisco a secco                                                                                                  |
| Struttura                          | Telaio separato a longheroni e traverse, carrozzeria in lamiera di acciaio                                         | Telaio separato a longheroni e traverse, carrozzeria in lamiera di acciaio                                         | Telaio separato a longheroni e traverse, carrozzeria in lamiera di acciaio                                         | Telaio separato a longheroni e traverse, carrozzeria in lamiera di acciaio                                         | Telaio separato a longheroni e traverse, carrozzeria in lamiera di acciaio                                         | Telaio separato a longheroni e traverse, carrozzeria in lamiera di acciaio                                         | Telaio separato a longheroni e traverse, carrozzeria in lamiera di acciaio                                         |
| Sospensioni ant.                   | A ruote indipendenti con triangoli inferiori, balestra semiellittica trasversale e ammortizzatori telescopici      | A ruote indipendenti con triangoli inferiori, balestra semiellittica trasversale e ammortizzatori telescopici      | A ruote indipendenti con triangoli inferiori, balestra semiellittica trasversale e ammortizzatori telescopici      | A ruote indipendenti con triangoli inferiori, balestra semiellittica trasversale e ammortizzatori telescopici      | A ruote indipendenti con triangoli inferiori, balestra semiellittica trasversale e ammortizzatori telescopici      | A ruote indipendenti con triangoli inferiori, balestra semiellittica trasversale e ammortizzatori telescopici      | A ruote indipendenti con triangoli inferiori, balestra semiellittica trasversale e ammortizzatori telescopici      |
| Sospensioni post.                  | Ad assale rigido oscillante (brevetto Auto Union), balestra semiellittica trasversale e ammortizzatori telescopici | Ad assale rigido oscillante (brevetto Auto Union), balestra semiellittica trasversale e ammortizzatori telescopici | Ad assale rigido oscillante (brevetto Auto Union), balestra semiellittica trasversale e ammortizzatori telescopici | Ad assale rigido oscillante (brevetto Auto Union), balestra semiellittica trasversale e ammortizzatori telescopici | Ad assale rigido oscillante (brevetto Auto Union), balestra semiellittica trasversale e ammortizzatori telescopici | Ad assale rigido oscillante (brevetto Auto Union), balestra semiellittica trasversale e ammortizzatori telescopici | Ad assale rigido oscillante (brevetto Auto Union), balestra semiellittica trasversale e ammortizzatori telescopici |
| Impianto frenante                  | Idraulico a quattro tamburi da 230 mm di diametro                                                                  | Idraulico a quattro tamburi da 230 mm di diametro                                                                  | Idraulico a quattro tamburi da 230 mm di diametro                                                                  | Idraulico a quattro tamburi da 230 mm di diametro                                                                  | Idraulico a quattro tamburi da 230 mm di diametro                                                                  | Idraulico a quattro tamburi da 230 mm di diametro                                                                  | Idraulico a quattro tamburi da 230 mm di diametro                                                                  |
| Sterzo                             | A cremagliera | A cremagliera | A cremagliera | A cremagliera | A cremagliera | A cremagliera | A cremagliera |
| Pneumatici                         | 5.60 x 15 | 5.60 x 15 | 5.60 x 15 | 5.60 x 15 | 5.60 x 15 | 5.60 x 15 | 5.60 x 15 |
| Massa in ordine di marcia          | 890 | 890 | 895 | 925 | 935 | 940 | 975 |
| Serbatoio                          | 45 litri | 45 litri | 45 litri | 45 litri | 45 litri | 45 litri | 45 litri |
| Velocità massima                   | 125 | 125 | 125 | 125 | 125 | 115 | 115 |
| Consumo medio (litri/100 km)       | 7.8 | 7.8 | 7.8 | 7.8 | 7.8 | 8.2 | 8.2 |